# Marco Herenio (cónsul 34 a. C.)
Marco Herenio Piceno (en latín, Marcus Herennius M. f. Picens) fue cónsul suffectus de la República romana en 34 a. C., junto con Paulo Emilio Lépido.
Su cognomen Picens resulta dudoso y en caso de ser correcto indicaría su origen de Piceno, distrito sabélico donde se habría establecido una rama de la gens Herennia. Posiblemente nieto del general piceno Tito Herennio, que luchó contra los romanos durante la guerra Social.
Fue cónsul suffectus en el 34 a. C., magistratura que ejerció los dos últimos meses de ese año. Posiblemente procónsul en Asia en el 33 a. C., y padre del cónsul suffectus del año 1; Marco Herenio Piceno.